# Usain Bolt
Usain St. Leo Bolt (Sherwood Content, Trelawny, 21 augustus 1986) is een voormalige sprinter uit Jamaica. Hij is een voormalig olympisch kampioen en sinds 2009 de wereldrecordhouder op de 100 en 200 m, en sinds 2012 op de 4 × 100 meter estafette. Bolt, bijgenaamd The Lightning Bolt nam viermaal deel aan de Olympische Spelen. 
Bolt is de eerste atleet die tijdens drie opeenvolgende Spelen (2008-2016) zowel op de 100 als de 200 m zegevierde. Hij won ook tweemaal de 4 × 100 m estafette. Op de lijst van succesvolste medaillewinnaars op de Olympische Zomerspelen neemt hij na de editie van 2016 de gedeelde tiende positie in. Op 12 augustus 2017 nam hij deel aan zijn laatste wedstrijd in de 4 × 100 m estafette op de wereldkampioenschappen in Londen, waarbij hij als laatste loper uitviel met een hamstringblessure aan zijn linkerbeen, op het moment dat hij wilde aanzetten vanuit derde positie.
Na zijn atletiekloopbaan maakte Bolt de overstap naar voetbal als speler voor Central Coast Mariners. Na mislukte contractonderhandelingen vertrok hij na een paar maanden weer bij de Australische ploeg.

## Biografie

### Jeugd
Bolt werd geboren in Sherwood Content, een klein dorp op Jamaica en studeerde aan de William Knibb High School. Hij begon op de lagere school met hardlopen, alhoewel zijn eerste liefde de cricketsport was.
Hij legde zich eerst toe op de 200 m voordat hij overstapte op de 100 m. Op vijftienjarige leeftijd won hij voor een publiek van 30.000 mensen twee gouden medailles op de wereldkampioenschappen voor junioren 2002 in Kingston. Voor deze wedstrijd was hij zo zenuwachtig, dat hij per ongeluk zijn linkerschoen aan zijn rechtervoet deed en omgekeerd. Naar eigen zeggen was dit de laatste keer dat hij zenuwachtig was voor een wedstrijd. Door zijn prestaties kreeg hij de bijnaam "The Lightning Bolt" en "world's fastest man". Een jaar later behaalde hij wederom de wereldtitel op de 200 m op de WK voor junioren in Sherbrooke.

### Van belofte naar favoriet

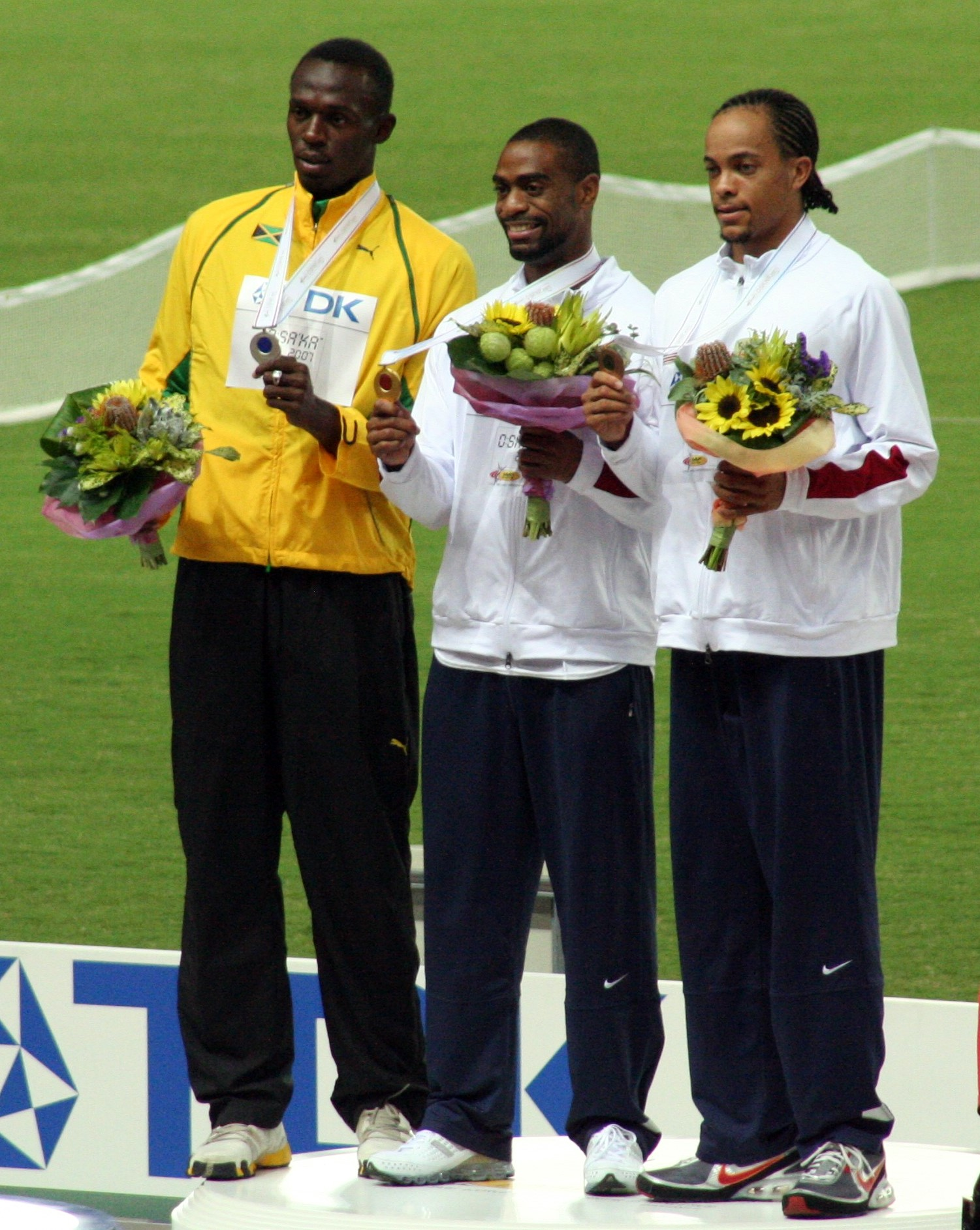
Bolt op het podium (links) met zijn zilveren medaille tijdens het WK 2007 in Osaka

Op de Jamaicaanse kampioenschappen 2007 verbeterde Usain Bolt het 36 jaar oude Jamaicaanse record op de 200 m, dat in handen was van Don Quarrie, naar 19,75. Op de WK van 2007 in Osaka werd hij tweede achter Tyson Gay in 19,91. Op de 4 × 100 m estafette verbeterde hij met zijn teamgenoten Marvin Anderson, Nesta Carter en Asafa Powell het Jamaicaanse record naar 37,89. Hiermee eindigden ze op een tweede plaats achter de estafetteploeg uit de Verenigde Staten (goud; 37,78) en voor Groot-Brittannië (brons; 37,90).
Op 3 mei 2008 presenteerde Usain Bolt zich als serieuze kandidaat voor olympisch goud door in Kingston tijdens de Jamaica International de 100 m af te leggen in een verrassende 9,76, de op een na snelste tijd ooit. Alleen zijn landgenoot, wereldrecordhouder Asafa Powell, was tot dan toe met 9,74 twee honderdste seconde sneller. Bolt liep zijn race met een reglementaire rugwind van 1,8 m/s.
Tijdens een Grand-Prix-wedstrijd in New York op 31 mei 2008 bevestigde hij zijn goede vorm door met een reglementaire rugwind van 1,7 m/s een nieuw wereldrecord van 9,72 te lopen, twee honderdste sneller dan het oude record. "Ik was echt verrast toen ik de tijd zag", aldus Bolt, die hoopte op een tijd rond de 9,85 en de 100 m wilde gebruiken om snelheid op te doen voor de 200 m. Bolt finishte voor Tyson Gay (9,85), Darvis Patton (10,07) en Daniel Bailey (10,12). De recordrace werd gelopen na een valse start van een andere atleet in een "race" die pas werd afgeschoten, nadat de lopers al 20 meter weg waren en waarin Bolt een matige start had.

### Na de Spelen van 2008
Bolt bracht op 16 augustus 2009 het wereldrecord op de 100 m sprint op 9,58. Hij leverde deze prestatie tijdens het WK in Berlijn en verbeterde zo zijn eigen wereldrecord met elf honderdste seconde.
Op hetzelfde toernooi verbrak Bolt ook een ander wereldrecord. Op 20 augustus 2009 liep hij op de 200 m een tijd van 19,19, opnieuw elf honderdste van een seconde sneller dan zijn vorige wereldrecord.

### Tussen de Spelen in
Op de WK van 2013 in Moskou behaalde Bolt opnieuw drie wereldtitels. In 9,77 won hij de 100 m voor Justin Gatlin, terwijl hij op de 200 m zijn landgenoot Warren Weir kon afhouden. Samen met Nesta Carter, Nickel Ashmeade en Kemar Bailey-Cole liep Bolt ook naar de wereldtitel op de 4 × 100 m estafette.
Bij de WK in Peking leek het spannender te gaan worden. Gatlin liep al het hele jaar razend snelle tijden op de 100 m. Zeker nadat Bolt struikelde en maar nipt zijn halve finale won, waar zijn Amerikaanse concurrent overtuigend in 9,77 won, leek Gatlin de beste. Maar in de finale verkrampte Gatlin in de laatste meters en ging Bolt er na een zinderende finale vandoor met het goud in 9,79. Ook de 200 finale was Bolts feestje, hij won ruim in 19,55. Samen met Nesta Carter, Asafa Powell en Nickel Ashmeade liep hij naar zijn derde gouden medaille in 37,36.
De WK van 2017 in Londen waren het decor voor het afscheid van Usain Bolt. Eerder in het jaar had hij drie specifiek uitgekozen 100 meters gelopen, in Kingston, Ostrava en Monaco. Deze werden alle gewonnen, maar de tijden waren niet veelbelovend. De halve finale op de WK betekende het eerste verlies voor Bolt sinds 2013 en ook in de finale kon hij deze keer niet aan het langste eind trekken. Tegen alle verwachtingen in werd de race gewonnen door de 35-jarige eeuwige concurrent van Bolt, Justin Gatlin. Ook Christian Coleman was net als in de halve finale te snel en dus moest Bolt genoegen nemen met het brons. Aangezien hij de 200 m niet liep, was de estafette zijn laatste kans om alsnog met goud afscheid te nemen, maar dit liep uit op een ramp. Toen hij als vierde loper het stokje van teamgenoot Yohan Blake overnam, lag het Jamaicaanse team derde en had Bolt dus een achterstand om goed te maken. Hiertoe kreeg hij echter niet de kans, omdat hij na tien meter met een hamstringblessure uitviel en de finish niet haalde. De dag erna liep hij alsnog zijn ereronde voor een uitverkocht Olympisch Stadion, waarmee hij definitief afscheid nam van de sport.

## Olympische Spelen

### Olympische Spelen 2004
In het olympische jaar 2004 liep hij als eerste junior de 200 m binnen de 20 seconden. Hiermee verbeterde hij het juniorenrecord dat in handen was van Lorenzo Daniel. Op de Olympische Spelen van 2004 in Athene werd Usain Bolt in de vijfde heat met een tijd van 21,05 uitgeschakeld.

### Olympische Spelen 2008

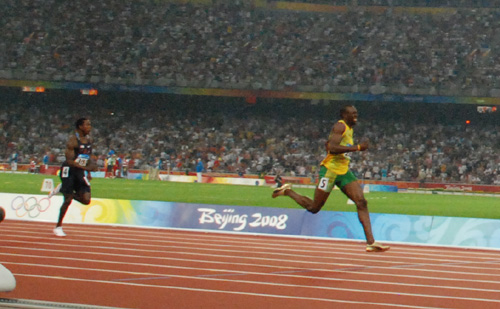
Bolt wordt olympisch kampioen in een wereldrecordtijd

Hoewel Bolt sindsdien bij internationale wedstrijden in Stockholm in een eerste rechtstreekse confrontatie met Asafa Powell op de 100 m door zijn landgenoot was verslagen in 9,88 tegen 9,89, werd hij door zijn wereldrecordrace in New York op de Spelen in Peking de favoriet voor de 100 m, een rol die hij realiseerde door een wereldrecord te lopen van 9,69 en zo de gouden medaille te pakken. Hij was enkele maten te groot voor de concurrentie en vestigde zijn record op de 100 m zonder effectief door te sprinten tot aan de streep. Opmerkelijk genoeg liep hij het wereldrecord met de veter van zijn linkerschoen los.
Vier dagen later behaalde hij zijn tweede goud door een wereldrecord van 19,30 te lopen op de 200 m. Dit is twee honderdste seconde sneller dan het twaalf jaar oude wereldrecord van Michael Johnson in Atlanta in '96. Zo werd hij de eerste man sinds 1984 die de dubbel bemachtigde (100 en 200 m).
Bolt was ook nog succesvol op de 4 × 100 m estafette. Met zijn teamgenoten Nesta Carter, Michael Frater, Asafa Powell liep hij als derde loper opnieuw naar goud. Met een wereldrecordtijd van 37,10 werden de estafetteteams uit Trinidad en Tobago (zilver; 38,06) en Japan (brons; 38,15) verslagen. In 2017 werd het Jamaicaanse team alsnog gediskwalificeerd wegens dopinggebruik van Carter en werd de overwinning geschrapt, waardoor hem ook zijn bijzondere "triple triple" titel werd afgenomen. Deze titel was hem gegeven, nadat hij goud had gewonnen op de 100 m, 200 m en 4 × 100 m op drie opeenvolgende Spelen.

### Olympische Spelen 2012
Op de Olympische Spelen van 2012 in Londen prolongeerde Bolt zijn olympische titels van 2008 door de 100 m sprint te winnen in 9,63, een olympisch record, en de 200 m sprint in 19,32. In de eveneens gewonnen finale op de 4 × 100 m estafette liep hij een splittijd van 8,88. De eindtijd van het Jamaicaanse team, dat naast Bolt bestond uit Nesta Carter, Michael Frater en Yohan Blake, was 36,84 en dat was een verbetering van het wereldrecord dat hetzelfde viertal een jaar eerder had gelopen op de WK in Daegu.
Bolt is nu de tweede atleet in de geschiedenis, na de Amerikaan Carl Lewis die dit in 1984 (Los Angeles) en 1988 (Seoel) presteerde, die zijn olympische titel op de 100 m prolongeerde.

### Olympische Spelen 2016
Op de Olympische Spelen van 2016 in Rio de Janeiro won Usain Bolt op de 100 m voor de derde achtereenvolgende maal de gouden medaille in een tijd van 9,81. Vervolgens slaagde hij er ook in om op de 200 m zijn titel andermaal te prolongeren al was, net als op de 100 m, zijn tijd van 19,78 van iets minder niveau dan op de twee voorafgaande Spelen en haalde zijn doel niet om het wereldrecord op deze afstand te verbreken. Zijn derde gouden medaille won hij op de 4 × 100 m estafette, samen met landgenoten Asafa Powell, Yohan Blake en Nickel Ashmeade. Dit was zijn negende gouden olympische plak, en hij kreeg het hiermee voor elkaar om drie keer de triple te pakken. Tevens was dit een afsluiting van een succesvolle olympische carrière.

## Voetbal
Nadat hij zijn atletiekloopbaan had beëindigd, koos Bolt voor een sportief vervolg in de voetbalsport. Hij trainde een paar keer mee bij Borussia Dortmund en op 12 oktober 2018 maakte hij zijn basisdebuut voor de Australische voetbalclub Central Coast Mariners in een vriendschappelijke wedstrijd; hier maakte hij gelijk twee doelpunten. De Mariners spelen op het hoogste niveau van Australië, de A-League.
Eind oktober 2018 werd bekend dat de Australische club de proefperiode van de Jamaicaan stop heeft gezet. Eerder doken al berichten op dat de onderhandelingen tussen beide partijen over een contract stroef liepen. Bolt bleek te duur om binnen te halen. Daarom gingen de Mariners op zoek naar een derde partij voor een financiële bijdrage van enkele miljoenen, maar dat had niet het gewenste effect.
Bolt trainde sinds augustus 2018 mee met het team uit Gosford, in de buurt van Sydney. Niettemin bleef een contract uit.

## Privéleven
- Usain Bolt studeerde aan de University of Technology in Jamaica.
- Usain Bolt heeft een stichting genaamd Usain Bolt Foundation, die zich met name richt op ontwikkeling van kinderen door middel van educatie en cultuur.

## Titels
- Olympisch kampioen 100 m – 2008, 2012, 2016
- Olympisch kampioen 200 m – 2008, 2012, 2016
- Olympisch kampioen 4×100 m – 2008, 2012, 2016
- Wereldkampioen 100 m – 2009, 2013, 2015
- Wereldkampioen 200 m – 2009, 2011, 2013, 2015
- Wereldkampioen 4×100 m – 2009, 2011, 2013, 2015
- Gemenebestkampioen 4×100 m – 2014
- Centraal-Amerikaans en Caribisch kampioen 200 m – 2005
- Jamaicaans kampioen 200 m – 2003, 2005, 2009
- Centraal-Amerikaans en Caribisch jeugdkampioen 200 m – 2004
- Pan-Amerikaans jeugdkampioen 200 m – 2003
- Wereldjeugdkampioen 200 m – 2002, 2003
- Centraal-Amerikaans en Caribisch jeugdkampioen 200 m – 2002

## Statistieken

### Persoonlijke records (PB's)
| Onderdeel | Prestatie    | Datum            | Plaats     |
| --------- | ------------ | ---------------- | ---------- |
| 100 m     | 9,58 s (WR)  | 16 augustus 2009 | Berlijn    |
| 150 m     | 14,35 s (WB) | 17 mei 2009      | Manchester |
| 200 m     | 19,19 s (WR) | 20 augustus 2009 | Berlijn    |
| 300 m     | 30,97 s      | 27 mei 2010      | Ostrava    |
| 400 m     | 45,28 s      | 5 mei 2007       | Kingston   |

### Wereldrecords
| Afstand           | Tijd    | Datum            | Plaats |
| ----------------- | ------- | ---------------- | --- |
| 100 m             | 9,72 s  | 31 mei 2008      | New York |
| 100 m             | 9,69 s  | 16 augustus 2008 | Peking |
| 200 m             | 19,30 s | 20 augustus 2008 | Peking |
| 4×100 m estafette | 37,10 s | 22 augustus 2008 | Peking (samen met Asafa Powell, Michael Frater en Nesta Carter, geannuleerd vanwege positieve dopingtest Carter) |
| 100 m             | 9,58 s  | 16 augustus 2009 | Berlijn |
| 200 m             | 19,19 s | 20 augustus 2009 | Berlijn |
| 4×100 m estafette | 37,04 s | 4 september 2011 | Daegu (samen met Nesta Carter, Michael Frater en Yohan Blake)                                                    |
| 4×100 m estafette | 36,84 s | 11 augustus 2012 | Londen (samen met Yohan Blake, Michael Frater en Nesta Carter)                                                   |

### Prestatieontwikkeling
| Jaar | 100 m (s)    | 200 m (s)     | 400 m (s) |
| ---- | ------------ | ------------- | --------- |
| 2001 | -            | 21,60         | 48,28     |
| 2002 | -            | 20,58         | 47,12     |
| 2003 | -            | 20,13         | 45,35     |
| 2004 | -            | 19,93         | -         |
| 2005 | -            | 19,99         | -         |
| 2006 | -            | 19,88         | 47,58     |
| 2007 | 10,03        | 19,75         | 45,28     |
| 2008 | 9,69 (WR+OR) | 19,30 (WR+OR) | -         |
| 2009 | 9,58 (WR)    | 19,19 (WR)    | 45,54     |
| 2010 | 9,82         | 19,56         | 45,87     |
| 2011 | 9,76         | 19,40         | -         |
| 2012 | 9,63 (OR)    | 19,32         | -         |
| 2013 | 9,77         | 19,66         | -         |
| 2014 | 9,98         | -             | -         |
| 2015 | 9,79         | 19,55         | -         |
| 2016 | 9,81         | 19,78         | -         |
| 2017 | 9,95         | -             | -         |

## Prestaties

### 100 m
- 2008:  OS - 9,69 s (WR)
- 2009:  WK - 9,58 s (WR)
- 2011: DSQ WK
- 2012:  OS - 9,63 s (OR)
- 2013:  WK - 9,77 s
- 2015:  WK - 9,79 s
- 2016:  OS - 9,81 s
- 2017:  WK - 9,95 s

### 200 m
- 2001:  Carifta Games (<17 jr) - 21,81 s
- 2002:  Carifta Games (<17 jr) - 21,12 s
- 2002:  WK junioren - 20,61 s
- 2002:  Centraal-Amerikaanse en Caribische jeugdkamp. (<17 jr) - 20,61 s
- 2003:  Pan-Amerikaanse juniorenkamp. - 20,13 s
- 2003:  WK jeugd - 20,40 s
- 2003:  Carifta Games (<20 jr) - 20,43 s
- 2004:  Carifta Games (<20 jr) - 19,93 s
- 2005:  Centraal-Amerikaanse en Caribische kamp. - 20,03 s
- 2005: 8e WK - 26,27 s
- 2006:  Wereldatletiekfinale - 20,10 s
- 2006:  Wereldbeker - 19,96 s
- 2007:  WK - 19,91 s
- 2008:  OS - 19,30 s (WR)
- 2009:  WK - 19,19 s (WR)
- 2011:  WK - 19,40 s
- 2012:  OS - 19,32 s
- 2013:  WK - 19,66 s
- 2015:  WK - 19,55 s
- 2016:  OS - 19,78 s

### 400 m
- 2001:  Carifta Games (<17 jr) - 48,28 s
- 2002:  Carifta Games (<17 jr) - 47,33 s
- 2002:  Centraal-Amerikaanse en Caribische jeugdkamp. (<17 jr) - 47,12 s
- 2003:  Carifta Games (<20 jr) - 46,35 s

### 4 × 100 m estafette
- 2007:  WK - 37,89 s (NR)
- 2008:  OS - 37,10 s (WR)
- 2009:  WK - 37,31 s
- 2011:  WK - 37,04 s (WR)
- 2012:  OS - 36,84 s (WR)
- 2013:  WK - 37,36 s
- 2014:  Gemenebestspelen - 37,58 s
- 2015:  WK - 37,36 s
- 2016:  OS - 37,27 s
- 2017: DNF WK

### Golden League en Diamond League-overwinningen
- 2008: 100 m Weltklasse Zürich – 9,83 s
- 2008: 100 m Memorial Van Damme – 9,77 s
- 2009: 100 m Meeting Areva – 9,79 s
- 2009: 100 m Weltklasse Zürich – 9,81 s
- 2009: 200 m Memorial Van Damme – 19,57 s
- 2010: 200 m Shanghai Golden Grand Prix – 19,76 s
- 2010: 100 m Athletissima – 9,82 s
- 2010: 100 m Meeting Areva – 9,84 s
- 2011: 200 m Bislett Games – 19,86 s
- 2011: 200 m Meeting Areva – 20,03 s
- 2011: 100 m Golden Gala – 9,91 s
- 2011: 200 m DN Galan – 20,03 s
- 2011: 100 m Herculis – 9,88 s
- 2011: 100 m Memorial Van Damme – 9,76 s
- 2012:  Eindzege Diamond League
- 2012: 100 m Golden Gala – 9,76 s
- 2012: 100 m Bislett Games – 9,79 s
- 2012: 200 m Athletissima – 19,58 s
- 2012: 200 m Weltklasse Zürich – 19,66 s
- 2012: 100 m Memorial Van Damme – 9,86 s
- 2013: 200 m Bislett Games – 19,79 s
- 2013: 200 m Meeting Areva – 19,73 s
- 2013: 100 m London Grand Prix – 9,85 s
- 2013: 100 m Weltklasse Zürich – 9,90 s
- 2013: 100 m Memorial Van Damme – 9,80 s

## Onderscheidingen
- IAAF-atleet van het jaar - 2008, 2009, 2011, 2012, 2013, 2016
- Laureus World Sports Award - 2009, 2010
- BBC Overseas Sports Personality of the Year - 2008, 2009, 2012
- Commander of the Order of Distinction - 2008
- Order of Jamaica - 2009
- Sportman van het jaar (Jamaica) - 2008, 2009, 2011, 2012, 2013, 2015, 2016
- Jupiter Award - 2012
- Marca Leyenda - 2009[9]

1896: Thomas Burke ·
1900: Francis Jarvis ·
1904: Archie Hahn ·
1908: Reggie Walker ·
1912: Ralph Craig ·
1920: Charley Paddock ·
1924: Harold Abrahams ·
1928: Percy Williams ·
1932: Eddie Tolan ·
1936: Jesse Owens ·
1948: Harrison Dillard ·
1952: Lindy Remigino ·
1956: Bobby Morrow ·
1960: Armin Hary ·
1964: Bob Hayes ·
1968: Jim Hines ·
1972: Valeri Borzov ·
1976: Hasely Crawford ·
1980: Allan Wells ·
1984: Carl Lewis ·
1988: Carl Lewis ·
1992: Linford Christie ·
1996: Donovan Bailey ·
2000: Maurice Green ·
2004: Justin Gatlin ·
2008: Usain Bolt ·
2012: Usain Bolt ·
2016: Usain Bolt ·
2020: Marcell Jacobs ·
2024: Noah Lyles
1900: John Tewksbury ·
1904: Archie Hahn ·
1908: Bobby Kerr ·
1912: Ralph Craig ·
1920: Allen Woodring ·
1924: Jackson Scholz ·
1928: Percy Williams ·
1932: Eddie Tolan ·
1936: Jesse Owens ·
1948: Mel Patton ·
1952: Andy Stanfield ·
1956: Bobby Morrow ·
1960: Livio Berruti ·
1964: Henry Carr ·
1968: Tommie Smith ·
1972: Valeri Borzov ·
1976: Don Quarrie ·
1980: Pietro Mennea ·
1984: Carl Lewis ·
1988: Joe DeLoach ·
1992: Mike Marsh ·
1996: Michael Johnson ·
2000: Konstantinos Kenteris ·
2004: Shawn Crawford ·
2008: Usain Bolt ·
2012: Usain Bolt ·
2016: Usain Bolt ·
2020: Andre De Grasse ·
2024: Letsile Tebogo
1912: Jacobs, Macintosh, d'Arcy, Applegarth ·
1920: Paddock, Scholz, Murchison, Kirksey ·
1924: Clarke, Hussey, Leconey, Murchison ·
1928: Wykoff, Quinn, Borah, Russell ·
1932: Kiesel, Toppino, Dyer, Wykoff ·
1936: Owens, Metcalfe, Draper, Wykoff ·
1948: Ewell, Wright, Dillard, Patton ·
1952: Smith, Dillard, Remigino, Stanfield ·
1956: Murchison, King, Baker, Morrow ·
1960: Cullmann, Hary, Mahlendorf, Lauer ·
1964: Drayton, Ashworth, Stebbins, Hayes ·
1968: Greene, Pender, Smith, Hines ·
1972: Black, Taylor, Tinker, Hart ·
1976: Glance, Jones, Hampton, Riddick ·
1980: Moeravjov, Sidorov, Prokofjev, Aksinin ·
1984: Graddy, Brown, Smith, Lewis ·
1988: Bryzgin, Krylov, Moeravjov, Savin ·
1992: Marsh, Burrell, Mitchell, Lewis ·
1996: Esmie, Gilbert, Surin, Bailey ·
2000: Drummond, Williams, Lewis, Greene ·
2004: Gardener, Campbell, Devonish, Lewis-Francis ·
2008: Bledman, Burns, Callender, Thompson ·
2012: Carter, Frater, Blake, Bolt ·
2016: Powell, Blake, Ashmeade, Bolt ·
2020: Desalu, Jacobs, Patta, Tortu ·
2024: Brown, Blake, Rodney, De Grasse
1983 Carl Lewis ·
1987 Carl Lewis ·
1991 Carl Lewis ·
1993 Linford Christie ·
1995 Donovan Bailey ·
1997 Maurice Greene ·
1999 Maurice Greene ·
2001 Maurice Greene ·
2003 Kim Collins ·
2005 Justin Gatlin ·
2007 Tyson Gay ·
2009 Usain Bolt ·
2011 Yohan Blake ·
2013 Usain Bolt ·
2015 Usain Bolt ·
2017 Justin Gatlin ·
2019 Christian Coleman · 
2022 Fred Kerley · 
2023 Noah Lyles
1983 Calvin Smith ·
1987 Calvin Smith ·
1991 Michael Johnson ·
1993 Frankie Fredericks ·
1995 Michael Johnson ·
1997 Ato Boldon ·
1999 Maurice Greene ·
2001 Konstantinos Kenteris ·
2003 John Capel ·
2005 Justin Gatlin ·
2007 Tyson Gay ·
2009 Usain Bolt ·
2011 Usain Bolt ·
2013 Usain Bolt ·
2015 Usain Bolt ·
2017 Ramil Goelijev ·
2019 Noah Lyles ·
2022 Noah Lyles ·
2023 Noah Lyles
1983 King, Gault, Smith, Lewis ·
1987 McRae, McNeill, Glance, Lewis ·
1991 Cason, Burrell, Mitchell, Lewis ·
1993 Drummond, Cason, Mitchell, Burrell ·
1995 Esmie, Gilbert, Surin, Bailey ·
1997 Esmie, Gilbert, Surin, Bailey ·
1999 Drummond, Montgomery, Lewis, Greene ·
2001 Nagel, du Plessis, Newton, Quinn ·
2003 Capel, Williams, Patton, Johnson ·
2005 Doucouré, Pognon, De Lépine, Dovy ·
2007 Patton, Spearmon, Gay, Dixon ·
2009 Mullings, Frater, Bolt, Powell ·
2011 Carter, Frater, Blake, Bolt ·
2013 Carter, Bailey-Cole, Ashmeade, Bolt ·
2015 Carter, Powell, Ashmeade, Bolt ·
2017 Ujah, Gemili, Talbot, Mitchell-Blake ·
2019 Coleman, Gatlin, Rodgers, Lyles ·
2022 Brown, Blake, Rodney, De Grasse ·
2023 Coleman, Kerley, Carnes, Lyles
Mannen: 2000: Tiger Woods · 2001: Tiger Woods · 2002: Michael Schumacher · 2003: Lance Armstrong · 2004: Michael Schumacher · 2005: Roger Federer · 2006: Roger Federer · 2007: Roger Federer · 2008: Roger Federer · 2009: Usain Bolt · 2010: Usain Bolt · 2011: Rafael Nadal · 2012: Novak Djokovic · 2013: Usain Bolt · 2014: Sebastian Vettel · 2015: Novak Djokovic · 2016: Usain Bolt · 2017: Novak Djokovic · 2018: Roger Federer · 2018: Novak Djokovic · 2020: Lewis Hamilton en Lionel Messi · 2021: Rafael Nadal · 2022: Max Verstappen · 2023: Lionel Messi

Vrouwen: 2000: Marion Jones · 2001: Cathy Freeman · 2002: Jennifer Capriati · 2003: Serena Williams · 2004: Annika Sörenstam · 2005: Kelly Holmes · 2006: Janica Kostelić · 2007: Jelena Isinbajeva · 2008: Justine Henin · 2009: Jelena Isinbajeva · 2010: Serena Williams · 2011: Lindsey Vonn · 2012: Vivian Cheruiyot · 2013: Jessica Ennis · 2014: Missy Franklin · 2015: Genzebe Dibaba · 2016: Serena Williams · 2017: Simone Biles · 2018: Serena Williams · 2019: Simone Biles · 2020: Simone Biles · 2021: Naomi Osaka · 2022: Elaine Thompson-Herah · 2023: Shelly-Ann Fraser-Pryce
- Bibsys: 12044191
- Biblioteca Nacional de España: XX5696153
- Bibliothèque nationale de France: cb166235027 (data)
- Catàleg d'autoritats de noms i títols de Catalunya: 981058614875806706
- Gemeinsame Normdatei: 142407232
- World Athletics: 14201847
- International Standard Name Identifier: 0000 0001 2037 4593
- Library of Congress Control Number: no2010182477
- Nationale Bibliotheek van Letland: 000300464
- MusicBrainz: ed315d6c-f86e-483f-b7e2-3c67bf5dd756
- Bibliotheek van het Japanse parlement: 001202704
- Nationale Bibliotheek van Tsjechië: xx0136577
- Nationale Bibliotheek van Israël: 987007411924605171
- Nationale Bibliotheek van Polen: a0000002885411
- Nederlandse Thesaurus van Auteursnamen: 330030094
- Réseau des bibliothèques de Suisse occidentale: 02-A018455394
- Russische Staatsbibliotheek: 000163039
- Istituto Centrale per il Catalogo Unico: LO1V391298
- LIBRIS: 385025
- Système universitaire de documentation: 165322675
- Virtual International Authority File: 150872155
- WorldCat: E39PBJtcFdJqdcp3GXY6WFB9Dq